# Охона
Охона (рос. Охона) — присілок в Пестовському районі Новгородської області Російської Федерації.
Населення становить 358 осіб. Входить до складу муніципального утворення Охонське сільське поселення.

## Історія
Від 2004 року входить до складу муніципального утворення Охонське сільське поселення

## Населення
| 2010 |
| ---- |
| 358  |